# الجدار المعدي المعوي
يتكون الجدار المعدي المعوي من أربع طبقات من الأنسجة المتخصصة. وهي من التجويف الداخلي للأمعاء (اللمعة) إلى الخارج:
- الغشاء المخاطي
- تحت المخاطية
- الطبقة العضلية
- الغشاء المصلي أو الغلالة البرانية

الغشاء المخاطي هو الطبقة الأعمق من الجهاز الهضمي. يحيط باللمعة، ويتلامس مباشرة مع الطعام المهضوم (الكيموس). يتكون الغشاء المخاطي نفسه من ثلاث طبقات: الظهارة، حيث تحدث معظم عمليات الهضم والامتصاص والإفراز. الصفيحة المخصوصة، وهي طبقة من النسيج الضام، والصفيحة العضلية المخاطية، وهي طبقة رقيقة من العضلات الملساء.
تحتوي الطبقة تحت المخاطية على أعصاب بما في ذلك الضفيرة تحت المخاطية (وتسمى أيضًا ضفيرة مايسنر) والأوعية الدموية والألياف المرنة التي تحتوي على الكولاجين، والتي تكون قادرة على التمدد ولكنها تحافظ على شكل الأمعاء.
الطبقة العضلية تحيط بالغشاء المخاطي. وهي تتألف من طبقات من العضلات الملساء ذات اتجاه طولي ودائري، تساعد في استمرار حركات الأمعاء (التمعج) وحركة المواد المهضومة إلى خارج القناة الهضمية وعلى طولها. تقع الضفيرة العضلية المعوية بين طبقتَي العضلات (وتسمى أيضًا ضفيرة أورباخ).
الغشاء المصلي أو الغلالة البرانية هي الطبقة النهائية. تتكون من نسيج ضام رخو ومغلفة بالمخاط لمنع أي تلف ناتج عن احتكاك الأمعاء بالأنسجة الأخرى أو ببعضها. يسمى النسيج الموجود بالغشاء المصلي إذا كان النسيج داخل الصفاق، والغلالة البرانية إذا كان النسيج خلف الصفاق.

## البنية
عند النظر إلى الجدار المعدي المعوي تحت المجهر، سنرى شكلًا عامًا ثابتًا، ولكن مع اختلاف أجزاء معينة على طول مساره.

### الغشاء المخاطي
الغشاء المخاطي هو الطبقة الأعمق من الجهاز الهضمي. يحيط بالتجويف الهضمي، ويتلامس مباشرة مع الطعام المهضوم (الكيموس). يتكون الغشاء المخاطي من ثلاث طبقات:
- الظهارة: وهي الطبقة الأعمق، والمكان الذي تحدث فيه معظم عمليات الهضم والامتصاص والإفراز.
- الصفيحة المخصوصة، وهي طبقة من النسيج الضام داخل الغشاء المخاطي.
- الصفيحة العضلية المخاطية، وهي طبقة رقيقة من العضلات الملساء.

الظهارة هي الجزء الأكثر تعرضًا من الغشاء المخاطي، وهي ظهارة غدية تملك العديد من الخلايا الكأسية. تفرز الخلايا الكأسية المخاط الذي يساعد على تليين مرور الطعام، وحماية جدار الأمعاء من الإنزيمات الهاضمة. في الأمعاء الدقيقة، الزغابات هي طيات في الغشاء المخاطي تزيد من مساحة سطح الأمعاء. تحتوي الزغابات على اللاكتيل، وهو وعاء متصل بالجهاز الليمفاوي يساعد على إزالة الدهون وسوائل الأنسجة. توجد الزغابات الميكروية على الزغابة وتزيد من مساحة سطح الامتصاص. توجد العديد من الغدد المعوية في النسيج الظهاري بشكل انغلافات تشبه الجيوب. لا يوجد زغابات في الأمعاء الغليظة، ويكون السطح مستو مع آلاف الغدد. توجد الصفيحة المخصوصة تحت الظهارة، وتحتوي على الخلايا الليفية العضلية، والأوعية الدموية، والأعصاب، والعديد من الخلايا المناعية المختلفة، والصفيحة العضلية المخاطية، وهي طبقة من العضلات الملساء تساعد على التمعج وحركات الأمعاء الدودية المستمرة على طول القناة الهضمية.

### الظهارة
تختلف بطانة الغشاء المخاطي، المسماة بالظهارة، على طول القناة الهضمية. توصف الظهارة بأنها طبقية إذا كانت تتكون من طبقات متعددة من الخلايا، وبسيطة إذا كانت عبارة عن طبقة واحدة من الخلايا. المصطلحات المستخدمة لوصف شكل الخلايا الموجودة فيها هي عمودية إذا كانت على شكل عمود، وحرشفية إذا كانت مسطحة.
- في المريء والبلعوم والقناة الشرجية الخارجية، تكون الظهارة طبقية، وحرشفية وغير متقرنة، من أجل حمايته من العوامل الضارة.
- في المعدة، تكون الظهارة عمودية بسيطة، وهي متنظمة في تقعرات وغدد معدية.
- في الأمعاء الدقيقة، تكون الظهارة عمودية بسيطة ومتخصصة في الامتصاص. تنتظم بشكل طيات دائرية وزغب، وتمتلك الخلايا المعوية زغابات ميكروية. تعطي الزغابات الميكروية مساحة امتصاص أكبر. في الدقاق يوجد أحيانًا ما يُعرف ببقع باير في الصفيحة المخصوصة. توجد غدد برونر في الإثني عشر فقط.
- في القولون، تكون الظهارة عمودية بسيطة وبدون زغابات. تكون الخلايا الكأسية التي تفرز المخاط موجودة أيضًا.
- تحتوي الزائدة الدودية على غشاء مخاطي يشبه القولون ولكنه يحتوي على خلايا ليمفاوية كثيرة.

يحدث الانتقال بين الأنواع المختلفة للظهارة عند التقاطع بين المريء والمعدة، وبين المعدة والإثني عشر، وبين الدقاق والأعور، وعند خط فتحة الشرج.